# I due Foscari (Byron)
I due Foscari (in inglese: The Two Foscari: An Historical Tragedy) è un'opera teatrale in versi di Lord Byron del 1821. La trama, ambientata nella Venezia della metà del XV secolo, si ispira, anche se con molte licenze poetiche, alla vicenda del doge Francesco Foscari e di suo figlio Jacopo. L'opera di Byron è servita come base per la successiva opera lirica I due Foscari di Giuseppe Verdi.

## Trama
Jacopo Foscari, ultimo figlio rimasto in vita del doge di Venezia, viene esiliato per ben due volte; la prima per tradimento contro la Repubblica e la seconda per l'assassinio di un membro del Consiglio dei Dieci. Viene richiamato dal suo secondo esilio per rispondere alle pesanti accuse di tradimento e l'opera si apre proprio con il suo interrogatorio alla sbarra. Il Consiglio decide di esiliarlo una terza volta e questa volta in perpetuo. Suo padre, il doge Francesco Foscari, firma il decreto, anche se il suo spirito è disperato per questa disgrazia finale. Il figlio Jacopo, con spirito patriottico, accetta la sentenza, però si lascia morire. Il Consiglio dei Dieci forza la mano al doge e lo costringe ad abdicare e così, mentre si sentono le campane che indicano l'inizio delle elezioni per il nuovo doge, quello vecchio muore.